# Actinopyga flammea
Actinopyga flammea е вид морска краставица от семейство Holothuriidae. Видът е незастрашен от изчезване.

## Разпространение
Разпространен е в Индонезия, Китай и Нова Каледония.